# Världscupen i alpin skidåkning 2015/2016
Världscupen i alpin skidåkning 2015/2016 var den 50:e upplagan av Världscupen. Säsongen inleddes den 24–25 oktober 2015 i Sölden i Österrike, och avslutades den 20 mars 2016 i Sankt Moritz i Schweiz.

## Beskrivning
| SL | Störtlopp           |
| SG | Super-G             |
| SS | Storslalom          |
| S  | Slalom              |
| P  | Parallellstorslalom |
| CE | Stadsevenemang      |
| AK | Alpin kombination   |
| LT | Lagtävling          |

## Tävlingsschema och resultat

### Herrar
| Datum            | Plats                                       | Disciplin | Etta                    | Tvåa                                   | Trea                     | Detaljer  |
| 25 oktober 2015  | Sölden, Österrike                           | SS        | Ted Ligety              | Thomas Fanara                          | Marcel Hirscher          | Resultat  |
| 15 november 2015 | Levi, Finland                               | S         | inställd¹               | inställd¹                              | inställd¹                | inställd¹ |
| 28 november 2015 | Lake Louise, Kanada                         | SL        | Aksel Lund Svindal      | Peter Fill                             | Travis Ganong            | Resultat  |
| 29 november 2015 | Lake Louise, Kanada                         | SG        | Aksel Lund Svindal      | Matthias Mayer                         | Peter Fill               | Resultat  |
| 4 december 2015  | Beaver Creek, USA                           | SL        | Aksel Lund Svindal      | Kjetil Jansrud                         | Guillermo Fayed          | Resultat  |
| 5 december 2015  | Beaver Creek, USA                           | SG        | Marcel Hirscher         | Ted Ligety                             | Andrew Weibrecht         | Resultat  |
| 6 december 2015  | Beaver Creek, USA                           | SS        | Marcel Hirscher         | Victor Muffat-Jeandet                  | Henrik Kristoffersen     | Resultat  |
| 12 december 2015 | Val d'Isere, Frankrike                      | SS        | Marcel Hirscher         | Felix Neureuther                       | Victor Muffat-Jeandet    | Resultat  |
| 13 december 2015 | Val d'Isere, Frankrike                      | S         | Henrik Kristoffersen    | Marcel Hirscher                        | Felix Neureuther         | Resultat  |
| 18 december 2015 | Val d'Isere, Frankrike                      | SG        | Aksel Lund Svindal      | Kjetil Jansrud                         | Aleksander Aamodt Kilde  | Resultat  |
| 19 december 2015 | Val Gardena, Italien                        | SL        | Aksel Lund Svindal      | Guillermo Fayed                        | Kjetil Jansrud           | Resultat  |
| 20 december 2015 | Alta Badia, Italien                         | SS        | Marcel Hirscher         | Henrik Kristoffersen                   | Victor Muffat-Jeandet    | Resultat  |
| 21 december 2015 | Alta Badia, Italien                         | P         | Kjetil Jansrud          | Aksel Lund Svindal                     | André Myhrer             | Resultat  |
| 22 december 2015 | Madonna di Campiglio, Italien               | S         | Henrik Kristoffersen    | Marcel Hirscher                        | Marco Schwarz            | Resultat  |
| 29 december 2015 | Santa Caterina, Italien                     | SL        | Adrien Théaux           | Hannes Reichelt                        | David Poisson            | Resultat  |
| 1 januari 2016   | Münchens olympiapark, Tyskland              | CE        | inställd²               | inställd²                              | inställd²                | inställd² |
| 6 januari 2016   | Santa Caterina, Italien (Ersätter Zagreb) ³ | S         | Marcel Hirscher         | Henrik Kristoffersen                   | Aleksandr Chorosjilov    | Resultat  |
| 9 januari 2016   | Adelboden, Schweiz                          | SS        | inställd4               | inställd4                              | inställd4                | inställd4 |
| 10 januari 2016  | Adelboden, Schweiz                          | S         | Henrik Kristoffersen    | Marcel Hirscher                        | Aleksandr Chorosjilov    | Resultat  |
| 15 januari 2016  | Lauberhorn, Schweiz                         | AK        | Kjetil Jansrud          | Aksel Lund Svindal                     | Adrien Théaux            | Resultat  |
| 16 januari 2016  | Lauberhorn, Schweiz                         | SL        | Aksel Lund Svindal      | Hannes Reichelt                        | Klaus Kröll              | Resultat  |
| 17 januari 2016  | Lauberhorn, Schweiz                         | S         | Henrik Kristoffersen    | Giuliano Razzoli                       | Stefano Gross            | Resultat  |
| 22 January 2016  | Kitzbühel, Österrike                        | SG        | Aksel Lund Svindal      | Andrew Weibrecht                       | Hannes Reichelt          | Resultat  |
| 22 januari 2016  | Kitzbühel, Österrike                        | AK        | Alexis Pinturault       | Victor Muffat-Jeandet                  | Thomas Mermillod Blondin | Resultat  |
| 23 januari 2016  | Kitzbühel, Österrike                        | SL        | Peter Fill              | Beat Feuz                              | Carlo Janka              | Resultat  |
| 24 januari 2016  | Kitzbühel, Österrike                        | S         | Henrik Kristoffersen    | Marcel Hirscher                        | Fritz Dopfer             | Resultat  |
| 26 januari 2016  | Schladming, Österrike                       | S         | Henrik Kristoffersen    | Marcel Hirscher                        | Aleksandr Chorosjilov    | Resultat  |
| 30 januari 2016  | Garmisch-Partenkirchen, Tyskland            | SL        | Aleksander Aamodt Kilde | Boštjan Kline                          | Beat Feuz                | Resultat  |
| 31 januari 2016  | Garmisch-Partenkirchen, Tyskland            | SS        | inställd5               | inställd5                              | inställd5                | inställd5 |
| 6 februari 2016  | Jeongseon, Sydkorea                         | SL        | Kjetil Jansrud          | Dominik Paris                          | Steven Nyman             | Resultat  |
| 7 februari 2016  | Jeongseon, Sydkorea                         | SG        | Carlo Janka             | Christof Innerhofer                    | Vincent Kriechmayr       | Resultat  |
| 13 februari 2016 | Naeba, Japan                                | SS        | Alexis Pinturault       | Mathieu Faivre                         | Massimiliano Blardone    | Resultat  |
| 14 februari 2016 | Naeba, Japan                                | S         | Felix Neureuther        | André Myhrer                           | Marco Schwarz            | Resultat  |
| 19 februari 2016 | Chamonix, Frankrike                         | AK        | Alexis Pinturault       | Dominik Paris                          | Thomas Mermillod-Blondin | Resultat  |
| 20 februari 2016 | Chamonix, Frankrike                         | SL        | Dominik Paris           | Steven Nyman                           | Beat Feuz                | Resultat  |
| 23 februari 2016 | Stockholm, Sverige                          | CE        | Marcel Hirscher         | André Myhrer                           | Stefano Gross            | Resultat  |
| 26 februari 2016 | Hinterstoder, Österrike                     | SS        | Alexis Pinturault       | Marcel Hirscher                        | Thomas Fanara            | Resultat  |
| 27 februari 2016 | Hinterstoder, Österrike                     | SG        | Aleksander Aamodt Kilde | Boštjan Kline                          | Marcel Hirscher          | Resultat  |
| 28 februari 2016 | Hinterstoder, Österrike                     | SS        | Alexis Pinturault       | Marcel Hirscher                        | Henrik Kristoffersen     | Resultat  |
| 4 mars 2016      | Kranjska Gora, Slovenien                    | SS        | Alexis Pinturault       | Philipp Schörghofer                    | Marcel Hirscher          | Resultat  |
| 5 mars 2016      | Kranjska Gora, Slovenien                    | SS        | Marcel Hirscher         | Alexis Pinturault                      | Henrik Kristoffersen     | Resultat  |
| 6 mars 2016      | Kranjska Gora, Slovenien                    | S         | Marcel Hirscher         | Henrik Kristoffersen                   | Stefano Gross            | Resultat  |
| 12 mars 2016     | Kvitfjell, Norge                            | SL        | Dominik Paris           | Valentin Giraud Moine                  | Steven Nyman             | Resultat  |
| 13 mars 2016     | Kvitfjell, Norge                            | SG        | Kjetil Jansrud          | Vincent Kriechmayr                     | Dominik Paris            | Resultat  |
| 16 mars 2016     | Sankt Moritz, Schweiz                       | SL        | Beat Feuz               | Steven Nyman                           | Erik Guay                | Resultat  |
| 17 mars 2016     | Sankt Moritz, Schweiz                       | SG        | Beat Feuz               | Kjetil Jansrud Aleksander Aamodt Kilde | —                        | Resultat  |
| 19 mars 2016     | Sankt Moritz, Schweiz                       | SS        | Thomas Fanara           | Alexis Pinturault                      | Mathieu Faivre           | Resultat  |
| 20 mars 2016     | Sankt Moritz, Schweiz                       | S         | André Myhrer            | Marcel Hirscher                        | Sebastian Foss-Solevåg   | Resultat  |

Utökad information
¹ Tävlingen inställd på grund av snöbrist.

² Tävlingen inställd på grund av organisationsproblem. 
³ Tävlingen flyttad från Zagreb på grund av snöbrist och för milt väder.
4 Tävlingen inställd på grund av tät dimma och i övrigt oacceptabla väderförhållanden.
5 Tävlingen inställd på grund av för milt väder.

### Damer
| Datum            | Plats                                                                                         | Disciplin | Etta                    | Tvåa                    | Trea                    | Detaljer  |
| 24 oktober 2015  | Sölden, Österrike                                                                             | SS        | Federica Brignone       | Mikaela Shiffrin        | Tina Weirather          | Resultat  |
| 14 november 2015 | Levi, Finland                                                                                 | S         | inställd¹               | inställd¹               | inställd¹               | inställd¹ |
| 27 november 2015 | Aspen, USA                                                                                    | SS        | Lara Gut                | Eva-Maria Brem          | Federica Brignone       | Resultat  |
| 28 november 2015 | Aspen, USA                                                                                    | S         | Mikaela Shiffrin        | Veronika Velez-Zuzulová | Frida Hansdotter        | Resultat  |
| 29 november 2015 | Aspen, USA                                                                                    | S         | Mikaela Shiffrin        | Frida Hansdotter        | Šárka Strachová         | Resultat  |
| 4 december 2015  | Lake Louise, Kanada                                                                           | SL        | Lindsey Vonn            | Cornelia Hütter         | Ramona Siebenhofer      | Resultat  |
| 5 december 2015  | Lake Louise, Kanada                                                                           | SL        | Lindsey Vonn            | Fabienne Suter          | Cornelia Hütter         | Resultat  |
| 6 december 2015  | Lake Louise, Kanada                                                                           | SG        | Lindsey Vonn            | Tamara Tippler          | Cornelia Hütter         | Resultat  |
| 12 december 2015 | Åre, Sverige                                                                                  | SS        | Lindsey Vonn            | Eva-Maria Brem          | Federica Brignone       | Resultat  |
| 13 december 2015 | Åre, Sverige                                                                                  | S         | Petra Vlhová            | Frida Hansdotter        | Nina Løseth             | Resultat  |
| 18 december 2015 | Val d'Isere, Frankrike                                                                        | AK        | Lara Gut                | Lindsey Vonn            | Michaela Kirchgasser    | Resultat  |
| 19 december 2015 | Val d'Isere, Frankrike                                                                        | SL        | Lara Gut                | Fabienne Suter          | Larisa Yurkiw           | Resultat  |
| 20 december 2015 | Courchevel, Frankrike                                                                         | SS        | Eva-Maria Brem          | Lara Gut Nina Løseth    | —                       | Resultat  |
| 28 december 2015 | Lienz, Österrike                                                                              | SS        | Lara Gut                | Tina Weirather          | Viktoria Rebensburg     | Resultat  |
| 29 december 2015 | Lienz, Österrike                                                                              | S         | Frida Hansdotter        | Wendy Holdener          | Petra Vlhová            | Resultat  |
| 1 januari 2016   | Münchens olympiapark, Tyskland                                                                | CE        | inställd²               | inställd²               | inställd²               | inställd² |
| 5 januari 2016   | Santa Caterina, Italien (Ersätter Zagreb den 3 januari) ³                                     | S         | Nina Løseth             | Šárka Strachová         | Veronika Velez-Zuzulová | Resultat  |
| 9 januari 2016   | Zauchensee, Österrike (Ersätter Sankt Anton) 4                                                | SL        | Lindsey Vonn            | Larisa Yurkiw           | Cornelia Hütter         | Resultat  |
| 10 januari 2016  | Zauchensee, Österrike (Ersätter Sankt Anton) 4                                                | SG        | Lindsey Vonn            | Lara Gut                | Cornelia Hütter         | Resultat  |
| 12 januari 2016  | Flachau, Österrike                                                                            | S         | Veronika Velez-Zuzulová | Šárka Strachová         | Frida Hansdotter        | Resultat  |
| 15 januari 2016  | Flachau, Österrike (Ersätter Ofterschwang den 17 januari resp. Ofterschwang den 16 januari) 5 | S         | Veronika Velez-Zuzulová | Frida Hansdotter        | Petra Vlhová            | Resultat  |
| 17 januari 2016  | Flachau, Österrike (Ersätter Ofterschwang den 17 januari resp. Ofterschwang den 16 januari) 5 | SS        | Viktoria Rebensburg     | Ana Drev                | Federica Brignone       | Resultat  |
| 23 January 2016  | Cortina d'Ampezzo, Italien                                                                    | SL        | Lindsey Vonn            | Larisa Yurkiw           | Lara Gut                | Resultat  |
| 24 januari 2016  | Cortina d'Ampezzo, Italien                                                                    | SG        | Lindsey Vonn            | Tina Weirather          | Viktoria Rebensburg     | Resultat  |
| 30 januari 2016  | Maribor, Slovenien                                                                            | SS        | Viktoria Rebensburg     | Ana Drev                | Tina Weirather          | Resultat  |
| 31 januari 2016  | Maribor, Slovenien                                                                            | S         | inställd6               | inställd6               | inställd6               | inställd6 |
| 6 februari 2016  | Garmisch Classic, Tyskland                                                                    | SL        | Lindsey Vonn            | Fabienne Suter          | Viktoria Rebensburg     | Resultat  |
| 7 februari 2016  | Garmisch Classic, Tyskland                                                                    | SG        | Lara Gut                | Viktoria Rebensburg     | Lindsey Vonn            | Resultat  |
| 13 februari 2016 | Crans-Montana, Schweiz (Ersätter 15 februari Maribor från 31 januari i slalom) 7              | SL        | inställd8               | inställd8               | inställd8               | inställd8 |
| 14 februari 2016 | Crans-Montana, Schweiz (Ersätter 15 februari Maribor från 31 januari i slalom) 7              | AK        | inställd                | inställd                | inställd                | inställd  |
| 15 februari 2016 | Crans-Montana, Schweiz (Ersätter 15 februari Maribor från 31 januari i slalom) 7              | S         | Mikaela Shiffrin        | Nastasia Noens          | Marie-Michèle Gagnon    | Resultat  |
| 19 februari 2016 | La Thuile, Italien                                                                            | SL        | Lara Gut                | Cornelia Hütter         | Nadia Fanchini          | Resultat  |
| 20 februari 2016 | La Thuile, Italien                                                                            | SL        | Nadia Fanchini          | Lindsey Vonn            | Daniela Merighetti      | Resultat  |
| 21 februari 2016 | La Thuile, Italien                                                                            | SG        | Tina Weirather          | Lara Gut                | Lindsey Vonn            | Resultat  |
| 23 februari 2016 | Stockholm, Sverige                                                                            | CE        | Wendy Holdener          | Frida Hansdotter        | Maria Pietilä Holmner   | Resultat  |
| 27 februari 2016 | Soldeu, Andorra                                                                               | SG        | Federica Brignone       | Laurenne Ross           | Tamara Tippler          | Resultat  |
| 28 februari 2016 | Soldeu, Andorra                                                                               | AK        | Marie-Michèle Gagnon    | Wendy Holdener          | Anne-Sophie Barthet     | Resultat  |
| 6 mars 2016      | Jasná, Slovakien                                                                              | S         | Mikaela Shiffrin        | Wendy Holdener          | Veronika Velez-Zuzulová | Resultat  |
| 7 mars 2016      | Jasná, Slovakien                                                                              | SS        | Eva-Maria Brem          | Viktoria Rebensburg     | Federica Brignone       | Resultat  |
| 12 mars 2016     | Lenzerheide, Schweiz                                                                          | SG        | Cornelia Hütter         | Fabienne Suter          | Tamara Tippler          | Resultat  |
| 13 mars 2016     | Lenzerheide, Schweiz                                                                          | AK        | Wendy Holdener          | Michaela Kirchgasser    | Lara Gut                | Resultat  |
| 16 March 2016    | Sankt Moritz, Schweiz                                                                         | SL        | Mirjam Puchner          | Fabienne Suter          | Elena Curtoni           | Resultat  |
| 17 mars 2016     | Sankt Moritz, Schweiz                                                                         | SG        | Tina Weirather          | Lara Gut                | Cornelia Hütter         | Resultat  |
| 19 mars 2016     | Sankt Moritz, Schweiz                                                                         | S         | Mikaela Shiffrin        | Veronika Velez-Zuzulová | Frida Hansdotter        | Resultat  |
| 20 mars 2016     | Sankt Moritz, Schweiz                                                                         | SS        | Viktoria Rebensburg     | Taïna Barioz            | Lara Gut                | Resultat  |

Utökad information
¹ Tävlingen inställd på grund av snöbrist. 
² Tävlingen inställd på grund av organisationsproblem. 
³ Tävlingen flyttad från Zagreb på grund av snöbrist och för milt väder. 
4 Tävlingarna flyttade från Sankt Anton på grund av snöbrist och för milt väder. 
5 Tävlingarna flyttade från Ofterschwang på grund av snöbrist och för milt väder.
6 Tävlingen inställd på grund av för milt väder. Första åket kördes men ströks senare.
7 De inställda tävlingarna från Maribor flyttades till Crans-Montana. Läst 7 februari 2016.
 8 För mycket snö. Tävlingen flyttad till La Thuile 19 februari.

### Mixed/lagtävling
| Datum        | Plats                 | Disciplin | Etta    | Tvåa     | Trea    | Detaljer |
| 18 mars 2016 | Sankt Moritz, Schweiz | LT        | Schweiz | Tyskland | Sverige | Resultat |

## Världscupställning, herrar
| Placering |                      | Poäng |
| --------- | -------------------- | ----- |
| 1.        | Marcel Hirscher      | 1 795 |
| 2.        | Henrik Kristoffersen | 1 298 |
| 3.        | Alexis Pinturault    | 1 200 |
| 4.        | Kjetil Jansrud       | 1 161 |
| 5.        | Aksel Lund Svindal   | 916   |

| Placering |                    | Poäng |
| --------- | ------------------ | ----- |
| 1.        | Peter Fill         | 462   |
| 2.        | Aksel Lund Svindal | 436   |
| 3.        | Dominik Paris      | 432   |
| 4.        | Kjetil Jansrud     | 432   |
| 5.        | Beat Feuz          | 414   |

| Placering |                         | Poäng |
| --------- | ----------------------- | ----- |
| 1.        | Aleksander Aamodt Kilde | 415   |
| 2.        | Kjetil Jansrud          | 375   |
| 3.        | Aksel Lund Svindal      | 310   |
| 4.        | Vincent Kriechmayr      | 298   |
| 5.        | Carlo Janka             | 259   |

| Placering |                       | Poäng |
| --------- | --------------------- | ----- |
| 1.        | Marcel Hirscher       | 766   |
| 2.        | Alexis Pinturault     | 690   |
| 3.        | Henrik Kristoffersen  | 487   |
| 4.        | Mathieu Faivre        | 423   |
| 5.        | Victor Muffat-Jeandet | 405   |

| Placering |                       | Poäng |
| --------- | --------------------- | ----- |
| 1.        | Henrik Kristoffersen  | 811   |
| 2.        | Marcel Hirscher       | 780   |
| 3.        | Felix Neureuther      | 389   |
| 4.        | André Myhrer          | 367   |
| 5.        | Aleksandr Chorosjilov | 358   |

| Placering |                          | Poäng |
| --------- | ------------------------ | ----- |
| 1.        | Alexis Pinturault        | 220   |
| 2.        | Thomas Mermillod Blondin | 170   |
| 3.        | Kjetil Jansrud           | 165   |
| 4.        | Dominik Paris            | 161   |
| 5.        | Victor Muffat-Jeandet    | 130   |

## Världscupställning, damer
| Placering |                     | Poäng |
| --------- | ------------------- | ----- |
| 1.        | Lara Gut            | 1 522 |
| 2.        | Lindsey Vonn        | 1 235 |
| 3.        | Viktoria Rebensburg | 1 147 |
| 4.        | Tina Weirather      | 1 016 |
| 5.        | Frida Hansdotter    | 915   |

| Placering |                 | Poäng |
| --------- | --------------- | ----- |
| 1.        | Lindsey Vonn    | 580   |
| 2.        | Fabienne Suter  | 463   |
| 3.        | Larisa Yurkiw   | 407   |
| 4.        | Lara Gut        | 394   |
| 5.        | Cornelia Hütter | 387   |

| Placering |                     | Poäng |
| --------- | ------------------- | ----- |
| 1.        | Lara Gut            | 481   |
| 2.        | Tina Weirather      | 436   |
| 3.        | Lindsey Vonn        | 420   |
| 4.        | Cornelia Hütter     | 400   |
| 5.        | Viktoria Rebensburg | 293   |

| Placering |                     | Poäng |
| --------- | ------------------- | ----- |
| 1.        | Eva-Maria Brem      | 592   |
| 2.        | Viktoria Rebensburg | 590   |
| 3.        | Lara Gut            | 472   |
| 4.        | Federica Brignone   | 425   |
| 5.        | Tina Weirather      | 321   |

| Placering |                         | Poäng |
| --------- | ----------------------- | ----- |
| 1.        | Frida Hansdotter        | 711   |
| 2.        | Veronika Velez-Zuzulová | 626   |
| 3.        | Wendy Holdener          | 561   |
| 4.        | Mikaela Shiffrin        | 500   |
| 5.        | Šárka Strachová         | 493   |

| Placering |                      | Poäng |
| --------- | -------------------- | ----- |
| 1.        | Wendy Holdener       | 198   |
| 2.        | Lara Gut             | 160   |
| 3.        | Michaela Kirchgasser | 153   |
| 4.        | Marie-Michele Gagnon | 145   |
| 5.        | Lindsey Vonn         | 100   |

## Världscupställning, nationscupen
| Placering |           | Poäng  |
| --------- | --------- | ------ |
| 1.        | Österrike | 10 591 |
| 2.        | Italien   | 8 770  |
| 3.        | Frankrike | 7 733  |
| 4.        | Schweiz   | 7 195  |
| 5.        | Norge     | 5 929  |

| Placering |           | Poäng |
| --------- | --------- | ----- |
| 1.        | Österrike | 5 804 |
| 2.        | Frankrike | 5 603 |
| 3.        | Norge     | 4 833 |
| 4.        | Italien   | 4 512 |
| 5.        | Schweiz   | 2 940 |

| Placering |           | Poäng |
| --------- | --------- | ----- |
| 1.        | Österrike | 4 787 |
| 2.        | Italien   | 4 258 |
| 3.        | Schweiz   | 4 255 |
| 4.        | USA       | 3 077 |
| 5.        | Sverige   | 2 432 |